# Sacrament (White Willow)
Sacrament is het derde studioalbum van White Willow. Leider van de band Jacob C. Holm-Lupo heeft samen met Sylvia Erichsen een geheel nieuwe band om zich heen verzameld. Nieuw in White Willow is Ketil Vestrum Einarsen, die voortaan rondom Holm-Lupo zou blijven, ook in andere bands, zoals Wobbler.  Het album is opgenomen in de Lydkjøkkenet Studio in Oslo.

## Musici
- Jacob C. Holm-Lupo – gitaar, zang, toetsinstrumenten en basgitaar
- Brynjar Dambo – toetsinstrumenten, glockenspiel
- Aage Moltke Schou – slagwerk, percussie, glockenspiel
- Sylvia Erichsen – zang
- Johannes Sæbøe – basgitaar
- Ketil Vestrum Einarsen – dwarsfluit, blokfluit, melodica, toetsinstrumenten

met
- Simen E. Haugberg – hobo
- Øystein Vesaas – zang Anamnesis

## Muziek
| Nr. | Titel                                            | Duur  |
| --- | ------------------------------------------------ | ----- |
| 1.  | Anamnesis (Holm-Lupo)                            | 9:11  |
| 2.  | Paper moon (Holm-Lupo)                           | 6:44  |
| 3.  | The crucible (Holm-Lupo, Einarsen, Sæbøe, Dambo) | 7:41  |
| 4.  | The last rose of summer (Holm-Lupo)              | 3:23  |
| 5.  | Gnostalgia (Holm-Lupo, Einarsen, Erichsen)       | 10:17 |
| 6.  | The reach (Holm-Lupo, Schou, Saeboe)             | 10:59 |

Teresa K. Aslanian verzorgde weer een aantal arrangementen.